# Rancho Nuevo Chijolar
Rancho Nuevo Chijolar är en ort i Mexiko.   Den ligger i kommunen Tantoyuca och delstaten Veracruz, i den sydöstra delen av landet, 240 km norr om huvudstaden Mexico City. Rancho Nuevo Chijolar ligger 99 meter över havet och antalet invånare är 176.
Terrängen runt Rancho Nuevo Chijolar är platt. Runt Rancho Nuevo Chijolar är det ganska tätbefolkat, med 72 invånare per kvadratkilometer. Närmaste större samhälle är Tantoyuca, 11,5 km söder om Rancho Nuevo Chijolar. Trakten runt Rancho Nuevo Chijolar består till största delen av jordbruksmark.